# ハイポテック
株式会社ハイポテック（英: Hipotech Inc.）は、1997年創業の排ガス洗浄装置、吸収設備の設計・製作・白煙除去装置を扱う環境エンジニアリング会社。

## 主力製品・事業
- 白煙除去装置
- 排ガス処理スクラバー
- ミストセパレーター
- アンモニア回収設備
- 廃液濃縮装置
- ミストエリミネーターの販売、及び装置機器設計・製作
- 各種溶剤の回収設備、蒸留・吸収・放散設備の設計・製作
- アンモニア回収設備の設計・製作
- 高度リン排水処理設備の設計・製作
- 各種濃縮装置の設計・製作
- バイオマスエネルギー設備／機器　設計・製作
- 各種プラント設備　改造／メンテナンス
- 耐食機器の設計・製作
- 工業用多目的無公害洗浄剤 SOLUTION2000の輸入販売

## 沿革
- 1997年　東京都中央区八丁堀にて資本金1000万円で「株式会社ハイポテック」設立。 公害防止装置・産業廃棄物処理機器等の設計・製作・販売事業を開始

- 2002年 EnviroSan Products社  無公害多目的洗浄剤SOLUTION2000　日本国内輸入総代理店契約

- 2007年 KOCH　GLITSCH B.V.B.A社 ミストエリミネーター・デミスター等　日本国内輸入代理店契約

- 2008年 一級建築士事務所登録

- 2010年 東京都知事許可一般建築業取得

- 2010年 土木・建築工事の施工請負、インターネットによる技術情報提供サービス事業開始

- 2010年 米国非営利団体営による第三者認証機関「TRACE International Inc.」認定

- 2011年 特定労働者派遣事業許可取得

- 2012年 hipotechのロゴマークを刷新

- 2012年 有料職業紹介事業許可取得

- 2013年 資本金2000万円へ増資

- 2013年 東京都知事許可特定建築業取得

- 2014年 バイオガス発電プラント事業開始

- 2014年 BTS　Biogas　Srl／GmbH（イタリア本社）の日本国内認定エンジニアリングコントラクター契約締結

## 所在地
- 本社 - 東京都中央区八丁堀 3-22-13 PMO八丁堀6F